# Peter Horton
Peter William Horton (ur. 20 sierpnia 1953 w Bellevue) – amerykański aktor, reżyser, scenarzysta, producent telewizyjny i filmowy.

## Życiorys

### Wczesne lata
Urodził się w Bellevue w stanie Waszyngton jako syn kapitana statku i pracował w żegludze. W wieku jedenastu lat, w 1964 roku, wraz z rodziną przeprowadził się do Hongkongu, gdzie jego ojciec przeniósł swój okrętowy biznes. W 1971 roku ukończył Redwood High School w Larkspur w stanie Kalifornia, następnie uczęszczał do Principia College w Elsah w stanie Illinois i studiował na wydziale kompozycji muzycznej na University of California. 

### Kariera
Po gościnnym udziale w sitcomie ABC Osiem to wystarczająco (Eight Is Enough, 1979), serialu 20th Century Fox Biały cień (The White Shadow, 1979) jako koszykarz podejrzany o homoseksualizm, serialu CBS Kaz (1979) i operze mydlanej CBS Dallas (1979), pojawił się w telewizyjnym filmie kryminalnym NBC Jej ubiór mordercy (She’s Dressed to Kill, 1979) z Connie Selleccą.
Na dużym ekranie wystąpił po raz pierwszy w dwóch komediach – Serial (1980) z Pamelą Bellwood i Strawić czarne (Fade to Black, 1980) u boku Mickeya Rourke. Popularność przyniosła mu rola Crane’a McFaddena w serialu CBS Siedem narzeczonych dla siedmiu braci (Seven Brides For Seven Brothers, 1982-83) oraz postać doktora Gary’ego Sheparda w serialu ABC Trzydzieści coś (thirtysomething, 1987-91).
W 1985 roku zadebiutował jako reżyser jednego z odcinków serialu ABC ABC Afterschool Specials. Za reżyserię dramatu Wyprawa po życie (The Cure, 1995) otrzymał w Amsterdamie nagrodę Cinekid. Był także reżyserem sitcomu ABC Cudowne lata (The Wonder Years, 1989) oraz serialów ABC: O jeden za dużo (Once and Again, 2000) i Chirurdzy (Grey’s Anatomy, 2005-2006) – epizodów sezonu pierwszego oraz drugiego.

### Życie prywatne
Był związany z Lindą Hamilton (1979-80). 5 października 1981 ożenił się z Michelle Pfeiffer, lecz w 1988 rozwiedli się. W 1995 poślubił Nicole Deputron, z którą ma dwie córki: Lily (ur. 2000) Ruby (ur. 2002).